# シュウペイ
シュウペイ（1987年〈昭和62年〉7月16日 - ）は、日本のお笑い芸人。お笑いコンビ・ぺこぱのボケ担当。本名は成田 秀平（なりた しゅうへい）。相方は松陰寺太勇。サンミュージックプロダクション所属。

## 来歴
神奈川県横浜市港北区高田町出身。3人姉弟の中で末っ子。姉の影響で、小さい頃からジャニーズ事務所所属のタレントたちの大ファン。
幼稚園からサッカーを始め、スポーツ推薦で麻布大学附属渕野辺高校（現・麻布大学附属高等学校）に進学。その後全国高校選手権の神奈川代表として2004、2005年と連続出場する。しかし周りとの実力差を感じ、プロになれないことを悟ったことからサッカーを断念した。ちなみにプロサッカー選手の小林悠、太田宏介、小野寺達也は高校時代のチームメイト で、この3人とは今でも仲が良いという。
サッカーを断念した一方で高校時代におしゃれに目覚め、雑誌の『Men's egg』（大洋図書）を毎週購読。机の中には必ずmen's eggがあったことから友人から「men's egg図書館」と呼ばれていた。冬でも肌を黒くしていたかったため週2回日焼けサロンに通うという、いわゆる「ギャル男」の生活を送る。高校卒業後も2年間は本格的にギャル男としての活動を行い、週末はクラブに行きたいがためにアルバイト先も渋谷を選んだ。髪の毛の先がよく傷んでいるという。
2007年、同じバイト先にいたピン芸人の「松井祭」こと松井勇太（松陰寺太勇）に誘われ、お笑いの道に進む。
2019年の元旦に『おもしろ荘』に出演し優勝。同年12月には『M-1グランプリ2019』に初めて決勝に進出し、最終結果が3位になった事で一気にブレイクする。
2023年4月1日、「横浜スカーフ特別大使」に就任。
2023年6月15日、神奈川県横浜市港北区 初代「港北区防災大使」に就任。

## 人物
趣味は格闘技やサッカーなどのスポーツ観戦。サッカー誌『theWORLD』に連載を持っている。
非常にマイペースで、大舞台でも全く緊張しない強心臓の持ち主。松陰寺いわく「(そんなシュウペイに)たくさん救われている」と発言している。
勉強はあまり得意ではないらしく、『ぐるナイ』内のコーナー「クイズ！愛しき令和のおバカ様」で、「世界一高い山は？」という問題に「富士山」と答えたり、「国民の3大義務、勤労の義務・納税の義務とあと1つは？」という問題に「睡眠の義務」と答えたりするなどの珍回答を披露した結果、同番組で2連覇を達成した。またこの他にも『ネプリーグ』にてことわざの空欄を埋めるクイズで、「貧乏〇〇〇」という問題に対し「貧乏最高」と答えている。その一方でヒラメキ問題は得意であり、『でんじろうのTHE実験』（フジテレビ）や『今夜はナゾトレ』（フジテレビ）などでは好成績を残している。
座右の銘は「今を生きる」。
夢は俳優として映画に出ること。また、サッカー番組のMCをやることも挙げていたが、2021年3月に『サッカー★アース』（日本テレビ）のMCに就任することが決まり、実現した。
自動車普通免許の他、小型船操縦免許を取得している。
過去にジャニーズ事務所の書類審査に合格していたが、本人は母に最近まで知らされていなかった。
非常にビビりであり、『アメトーーク!』（テレビ朝日）の「ビビリ-1グランプリ」のコーナー などにも出演している。ドッキリにかけられた際の反応は「奇跡的なリアクション」「予想外の好リアクション」 と評される。本人いわく、特にネズミが苦手。

## 出演

### 現在のレギュラー

#### テレビ
- RINGAKU! ～アイドル学園バラエティ～（2025年4月25日 - 、TOKYO MX） - MC

#### ラジオ
- MUSIC シュTATION（2024年4月6日 - 、TOKYO FM）- 冠番組[21]

#### YouTube
- バラエティ番組「私たちのトリセツ」（2025年7月21日 - 、公式YouTubeチャンネルで毎週月曜日に配信）- MC・シュウペイのみ

### 不定期出演

#### テレビ
- ロンドンハーツ 緊急企画!売れてない芸能人の親はどう思ってる? （2016年11月11日、テレビ朝日）
- 一夜づけ「救えるとしたら 私しかいない！若手芸人の母が頑張る10番勝負！」（2019年5月12日、テレビ東京）
- アメトーーク!「ビビリ-1グランプリ2020」（2020年3月20日、テレビ朝日）
- 踊る!さんま御殿!! 新キャラ続出!最強インテリ軍団VS強烈おバカ軍団!（2020年6月16日、日本テレビ）
- 夢対決2021 とんねるずのスポーツ王は俺だ!! 5時間スペシャル（2021年1月2日、テレビ朝日）
- 所JAPAN（2021年3月22日、日本テレビ）
- The Gift（2021年5月10日、日本テレビ）
- アメトーーク!「かわいい男子大好き芸人」（2021年9月2日、テレビ朝日）
- スペースツヨシの地球人を吸い上げてみたら（2021年11月27日 - 、テレビ東京）[22]
- 中居正広の3番勝負！ レジェンドとガチ対決SP PK対決（2022年3月23日、日本テレビ）
- オオカミ少年（2022年6月17日、TBS）
- キョコロヒー（2022年8月3日、テレビ朝日）
- あのとき告っていればどうなった?!芸能人が恋した人に対面で告白SP（2022年8月30日、日本テレビ）
- アメトーーク!「サッカーW杯開幕直前 緊急アメトーーーーク！ 日本代表応援芸人」（2022年11月18日、テレビ朝日）
- 修造&一茂のイミシン 〜W杯日本サッカー歴史的快挙！生放送で語り尽くそう〜（2022年12月2日、テレビ朝日）
- ダウンタウンDX「もうすぐクリスマス モテたい男性芸能人大集合SP！」（2022年12月15日、（読売テレビ・日本テレビ系）
- 有吉のお金発見 突撃!カネオくん「超国民的おかず“ウインナー”のお金の秘密」（2023年1月21日、NHK総合）
- あのとき告っていればどうなった?!（2023年3月19日、日本テレビ）
- NHK短歌 題「食わず嫌い」（2023年3月12日、NHK Eテレ）
- アリベガス「有吉弘行が芸人の真の人間性を暴く!」（2023年3月28日、フジテレビ）
- 再現できたら100万円!THE神業チャレンジ「ネイマール神業チャレンジ」（2023年5月30日、TBS）
- 池上彰のニュースそうだったのか!!「特別編～意外と知らない地震のこと」（2023年9月1日、テレビ朝日）
- お願い!ランキング presentsそだてれび 「食べドラGP」（2023年10月4日、テレビ朝日）
- 生番組の祭典　生デミー賞2023秋～テレビの神は生に宿るSP～（2023年10月5日、日本テレビ）
- 土曜☆ブレイク「明るくなったら動くの禁止！暗闇チャレンジ クラピカ」（2023年10月14日、TBS）
- ありえへん∞世界 年末4時間SP（2023年12月26日、テレビ東京）
- 夢対決2024 とんねるずのスポーツ王は俺だ!!「サッカー対決」（2024年1月2日、テレビ朝日）
- 千鳥かまいたちアワー （2024年2月10日、日本テレビ）
- サンバリュ｢愛の褒めごろし−私しか知らない棘あり処世術-｣ （2024年4月21日、日本テレビ）
- 最強スポーツ男子頂上決戦（2024年5月3日、TBS）
- ニンゲン観察バラエティ モニタリング 「Snow Man･ラウールが学校サプライズ!」（2024年8月1日、TBS）
- HiHi JetsのHiしか言いません!（2024年8月10日、テレビ東京）
- 超町人!チョコレートサムネット （2024年9月22日、メ〜テレ）
- eGG（2024年11月19日、日本テレビ）
- タクシー運転手さん一番うまい店に連れてって!開運!初詣グルメ完全網羅SP（2024年12月19日、テレビ東京）
- 新春!TOKYO MX注目番組イッキ見セレクション（2025年1月1日、TOKYO MX）
- 行列のできる相談所（2025年3月2日、日本テレビ）
- ニンゲン観察バラエティ モニタリング「第10回モニタリング大賞2024」（2025年3月20日、TBS）
- ケンドーコバヤシのキャベリバ内閣 （2025年5月21日、TOKYO MX）
- サントリータコハイ presents 全国こだわり酒場　多幸飲み紀行「後輩芸人ぺこぱ・シュウペイとサシ飲み!」（2025年6月3日、BS日テレ/BS日テレ4K）
- 超町人!チョコレートサムネット （2025年6月8日、メ〜テレ）
- キン・ドニーチ（2025年6月13日、テレビ愛知）
- ゴジてれ Chu !（2025年6月20日、福島中央テレビ）
- おなたん芸能人大集合【南原&出川･袴田吉彦&シュウペイ･NESMITH&信子】（2025年7月26日、日本テレビ）
- かんさい情報ネットten.（読売テレビ、2025年8月5日）

### 過去のレギュラー

#### テレビ
- 夢喰計画 DREAM EATER PROJECT 新生・夢喰NEONオーディション（2024年10月23日 - 2025年3月26日、TOKYO MX） - MC

### ドラマ
- 浦安鉄筋家族（2020年5月8日、 テレビ東京）- スーパーの店員 役[23]
- 監察医 朝顔 新春SP（2021年1月11日、フジテレビ）- まんじゅう店の店主 役[24]
- やんごとなき一族 第1話（2022年4月21日、フジテレビ）- 招待客 役
- 壁サー同人作家の猫屋敷くんは承認欲求をこじらせている（2022年10月3日 - 2022年11月21日、朝日放送テレビ）- ナレーター
- おじさんだけど、キレイになってもいいですか？（2024年1月27日、中京テレビ）- 神谷マサノリ（美容系インフルエンサー） 役
- 藤子・F・不二雄 SF短編ドラマ シーズン2「いけにえ」（2024年5月26日、NHK BS・2024年12月4日、NHK総合）[25] - 黒スーツの男 役
- LOVE 30s. –幸せな人生の作り方- with an・an（2025年3月13日・20日・27日、ABEMA SPECIALチャンネル）- 藤倉祐介 役

### ネット番組
- 村上信五のだれかおるやろ!（2023年1月25日 、2023年3月8日、 ひかりTV）
- 村上信五のだれおる! 「その後の報告SP」（2023年7月15日 、 Lemino）
- ABEMAオリジナル恋愛番組 GIRL or LADY ～私が最強～（2023年9月3日 - 10月29日、ABEMA） - MC

### YouTube
- 神奈川県横浜市 公式チャンネル
  - 「防災大使が誕生!お笑いコンビ『ぺこぱ』シュウペイさんが就任!」（2023年8月14日）
  - 「みんなで一緒に参加しよう!港北シェイクアウト!」（2023年8月14日）
  - 「『港北防災大使』関東大震災から100年 地震対策をすすめましょう!」（2023年9月13日）
  - 「『港北防災大使』シュウペイと災害への備えを始めよう!」（2023年10月2日）
  - 「港北防災大使と考える「災害への備え」〜地震編〜」（2025年2月21日）
  - 「港北防災大使と考える「災害への備え」〜水害編〜」（2025年2月21日）
  - 「港北MMダンス」−みんなでやってみた編−（2025年3月26日）
- ホトゴルフ（蛍原徹 ゴルフ専門チャンネル）
  - 「ゴルフ歴1年！現在ゴルフにどハマり中！ぺこぱ　シュウペイさんを迎えて」（2024年2月16日）
  - 「ゴルフ歴1年の後輩芸人とゴルフ歴18年の先輩芸人が一緒にプレーをするとこうなりました。」（2024年2月20日）
  - 「後輩を前にいつになく絶好調の蛍原。気になるスコアは!?」（2024年2月23日）
- Be OJI（男性向け美容情報メディア）チャンネル「What's in my bag?」、（2024年5月2日）
- もっちりきょんちぃ（ぱーてぃーちゃん 金子きょんちぃ 個人チャンネル）
「【飲み友】ぺこぱ・シュウペイさんは明るすぎるのさっ」#28、（2025年3月13日）
- 動画、はじめてみました【テレビ朝日公式】チャンネル
  - 「まいにち大喜利」第2回 堂本剛大喜利（2025年5月26日）
- BS日テレ公式チャンネル
  - 矢作も脱帽! シュウペイの『後輩力』!!【全国こだわり酒場 多幸飲み紀行】西荻窪編（2025年6月3日）
- 放課後NEON 【夢喰NEON】 公式チャンネル
  - 夢喰ミステリーランキング #1 きょうへい編（2025年8月8日）-  MC
  - 夢喰ミステリーランキング #2 しょうた編（2025年8月16日）-  MC

### 生配信
- 「武尊1年ぶりの復帰戦！Impact in Paris直前特番」（2023年6月24日、ABEMA）
- ドラゴンボールZ ドッカンバトル「地球まるごと！ドッカンバトル生放送」（2023年8月27日、バンダイナムコエンターテインメント YouTubeチャンネル）- スペシャルゲスト
- ドラゴンボールZ ドッカンバトル 「9周年記念ファンミーティング in 大阪」（2024年2月10日、バンダイナムコエンターテインメント YouTubeチャンネル）- スペシャルゲスト
- Sol Presents「FUNTIME」（2024年6月20日、杏里オフィシャルファンクラブ「Sol」会員限定生配信トークイベント）-  - MC
- 第6回全国ボートレース甲子園SP 2.5’s ドリーム夏祭り@ROPPONGI（2024年7月13日、ABEMA SPECIALチャンネル・ABEMA BOATRACEチャンネル） - MC

### ラジオ
- 今日は一日“KinKi Kids”三昧（2022年11月23日、NHK-FM）
- ルートインホテルズ Presents とっておきここだけの旅～ ここ旅 ～（2024年6月16日、TOKYO FM）
- ONE MORNING（2024年7月2日、TOKYO FM）
- 大沢あかね LUCKY 7 supported by 犬塚製作所（2025年6月23日 - 2025年6月27日、ニッポン放送）

### 雑誌
- the WORLD（電子マガジン） - 連載コーナー 「ぺこぱシュウペイのフロンターレで決定的ーーー！！」（2020年3月29日 - 2021年7月20日）
- サッカーダイジェスト 「ぺこぱのシュウペイが選ぶJ歴代ベスト11」（2020年4月23日）
- サッカーダイジェスト web「シュウペイcolumn」（2021年3月31日 - ）
- サッカーダイジェスト 「Jリーグ 2022後半戦はどうなる⁉ 最終順位大予想」（2022年7月28日）
- golmicio（ゴルミーチョ）（朝日放送グループ・朝日新聞社が共同運営する ゴルフ情報メディア）「「本当に痩せた」初ラウンド。今ではゴルフが人生の一部に。ぺこぱ・シュウペイさんのゴルフデビューとは」（2023年11月1日）
- ポポロ 2024年8月号 「大人になってできた親友対談! 中間淳太&シュウペイ」（2024年6月21日）

### MV
- 「みんなの浦安べか焼きそば」（連載30周年 「浦安鉄筋家族」と千葉県浦安市のコラボ企画として、浦和市B級グルメ「べか焼きそば」の作り方がわかるオリジナルソングを制作。（2024年4月10日 秋田書店YouTubeチャンネル、2024年4月11日 ぺこぱチャンネル（ぺこぱのYouTubeチャンネル）で公開）（シュウペイは歌唱のみ）